# Darlington (ort i Australien, South Australia)
Darlington är en ort i Australien. Den ligger i kommunen Onkaparinga och delstaten South Australia, omkring 12 kilometer söder om delstatshuvudstaden Adelaide. Antalet invånare är 1 080.
Runt Darlington är det ganska tätbefolkat, med 222 invånare per kvadratkilometer.. Närmaste större samhälle är Adelaide, omkring 12 kilometer norr om Darlington. 
I omgivningarna runt Darlington växer huvudsakligen savannskog. Genomsnittlig årsnederbörd är 729 millimeter. Den regnigaste månaden är juni, med i genomsnitt 133 mm nederbörd, och den torraste är december, med 21 mm nederbörd.